# باكو بويرتاس
باكو بويرتاس (بالإسبانية: Francisco Puertas Trujillano) هو لاعب كرة قدم إسباني، ولد في 7 نوفمبر 1995 في مدريد في إسبانيا.

## وصلات خارجية
- باكو بويرتاس على موقع Soccerway.com (الإنجليزية)